# Busse
En busse er en type vikingeskib af langskibstypen med stor lasteevne og et stort mandskab. Skibene blev bygget i slutningen vikingetiden og et stykke ind i middelalderen. Skibstypen blev brugt som krigsskib, og formen skulle give overlegenhed i kamp.
Ordet "busse" kommer af det latinske ord bucia (stort bredt skib med fast dæk, "højbordet som på et havskib"). Efterhånden blev navnet ikke bare brugt om hærskibe, men blev synonymt med storskibe, senere mest om store transport- eller handelsskibe. De blev benyttet som handelsskibe i 1200-tallet og ind i 1300-tallet. De var rummelige med store tværbjælker som Bryggeskibet, der blev fundet på Bryggen i Bergen fra 1248. Det var ophugget op og lagt ned som fyldmateriale efter en brand på Bryggen.

## Eksempler
- Ormen hin Lange ved år 1000
- Tore Hunds langskib ved år 1025
- Harald Hårderådes busseskib på 35 rum år 1062
- Øystein Magnussons drageskib ved år 1122, (sandsynligvis Bøkesuden)
- Bryggeskibet fundet på Bryggen i Bergen fra 1248
- "Grandebussa" og "Vadabussa" som i begyndelsen af 1300-tallet drev fragt mellem Trøndelag og England.[1]